# Luumäki
Luumäki is een gemeente in de Finse provincie Zuid-Finland en in de Finse regio Zuid-Karelië. De gemeente heeft een landoppervlakte van 750,09 km² en telt 4.421 inwoners (2022).